# Santiago de Chuco (provincie)
Santiago de Chuco is een provincie in de regio La Libertad in Peru. De provincie heeft een oppervlakte van 2.659 km² en telt 61.474 inwoners (2015). De hoofdplaats van de provincie is het district Santiago de Chuco.

## Bestuurlijke indeling
De provincie Santiago de Chuco is verdeeld in acht districten, UBIGEO tussen haakjes:
- (131002) Angasmarca
- (131003) Cachicadán
- (131004) Mollebamba
- (131005) Mollepata
- (131006) Quiruvilca
- (131007) Santa Cruz de Chuca
- (131001) Santiago de Chuco, hoofdplaats van de provincie
- (131008) Sitabamba

Ascope · Bolívar · Chepén · Gran Chimú · Julcán · Otuzco · Pacasmayo · Patáz · Sánchez Carrión · Santiago de Chuco · Trujillo · Virú